# 鹿児島純心大学附属純心幼稚園
鹿児島純心大学附属純心幼稚園（かごしまじゅんしんだいがくふぞくじゅんしんようちえん）は、鹿児島県薩摩川内市隈之城町にある鹿児島純心大学の付属幼稚園。
母体である鹿児島純心大学は、2023年4月の男女共学化を機に、名称が鹿児島純心女子大学から変更されている。

## 沿革
- 1977年4月 - 川内純心幼稚園開園
- 2008年4月 - 鹿児島純心女子大学附属純心幼稚園に改称。
- 2023年4月 - 鹿児島純心大学附属純心幼稚園に改称。